# Capitan pacha
Pour les articles homonymes, voir Capitan et Capitaine.

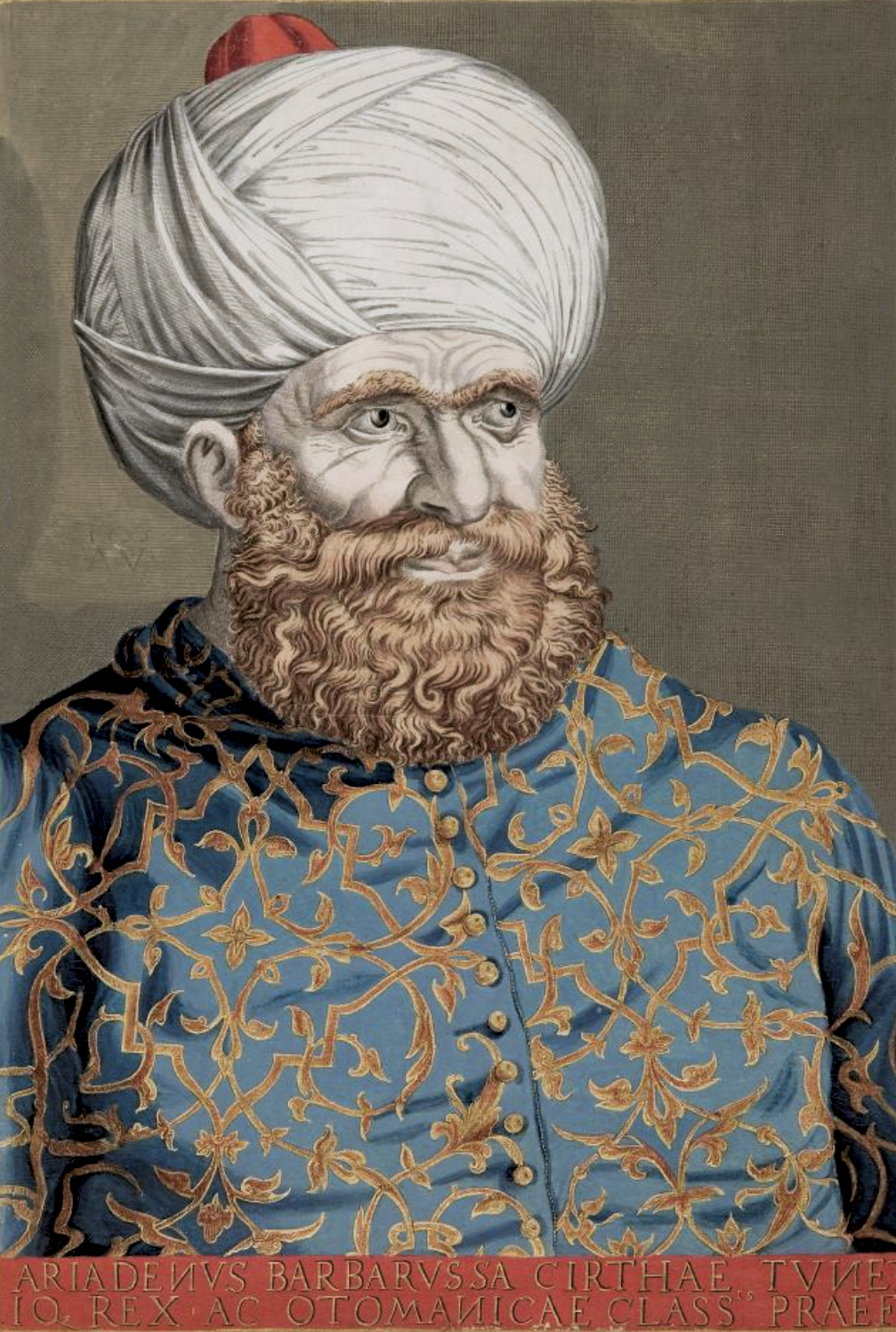
Khayr ad-Din Barberousse, capitan pacha (grand amiral) de la flotte ottomane.

Le capitan pacha (kapudan pacha, Kaptan Paşa (en ottoman) ou encore Kaptan-ı Derya (capitaine de la mer, en turc)) est le titre porté par le grand amiral de la flotte ottomane de 1401 à 1867.
Le titre Kaptan-ı Derya fut instauré par Bayezid Ier. Le détenteur du poste était parallèlement gouverneur de la province maritime de la mer Égée (pachalik de l'Archipel). Il était chargé de l'organisation de la flotte et de pourvoir à ses besoins : il s'agissait donc plutôt d'un poste politique, correspondant à celui de ministre de la Marine ; il ne s'agissait pas forcément d'un marin, le commandement effectif étant souvent délégué à un amiral.
Au total 161 Kaptan-ı Derya / capitan pacha portèrent ce titre avant 1867 et la création d'un ministère de la Marine ottoman.
Khayr ad-Din Barberousse fut un des capitan pachas les plus célèbres.